# Albert Español
Albert Español Lifante, född 29 oktober 1985 i Barcelona, är en spansk vattenpolospelare. Han ingick i Spaniens landslag vid olympiska sommarspelen 2012 och 2016. 
Español spelade åtta matcher och gjorde fjorton mål i herrarnas turnering i vattenpolo vid olympiska sommarspelen 2012.
Español tog VM-silver för Spanien i samband med världsmästerskapen i simsport 2009 i Rom. Silver blev det även i vattenpoloturneringen vid medelhavsspelen 2009 och ytterligare en silvermedalj i vattenpoloturneringen vid medelhavsspelen 2013.